# Beroe ovata
Beroe ovata är en kammanetart som beskrevs av Bruguière 1789. Beroe ovata ingår i släktet Beroe, och familjen Beroidae. Inga underarter finns listade i Catalogue of Life.